# 吉拉爾托夫采
吉拉爾托夫采是斯洛伐克的城鎮，位於該國東部，由普列索夫州負責管轄，面積11.04平方公里，海拔高度210米，該地區自新石器時代有人類居住，2005年人口4,182。

## 外部連結
- Town website（页面存档备份，存于）

1. ↑  . Statistical Office of the Slovak Republic.   [2019-04-16]. （原始内容存档于2015-06-13）.
2. ↑   (PDF).   [2021-11-26]. （原始内容存档 (PDF)于2021-09-16）.
3. ↑   (PDF).   [2021-11-26]. （原始内容存档 (PDF)于2021-09-16）.